# Bernac (Tarn)
Bernac település Franciaországban, Tarn megyében. Lakosainak száma 185 fő (2022. január 1.). Bernac Castanet, Castelnau-de-Lévis, Cestayrols, Fayssac és Labastide-de-Lévis községekkel határos.

## Népesség
A település népességének változása:
| Lakosok száma | 174  | 189  | 188  | 192  | 186  | 185  | 186  | 183  | 184  | 185  |
|               | 2010 | 2013 | 2015 | 2016 | 2017 | 2018 | 2019 | 2020 | 2021 | 2022 |